# اروین هلمشن
Msd bold (زاده ۱۰ مه ۱۹۰۷) بازیکن فوتبال سابق آلمانی است که در پست مهاجم بازی می‌کرد. او به عنوان گلزن‌ترین بازیکن تاریخ در مسابقات رسمی شناخته می‌شود و با توجه به آمار RSSSF (بنیاد آمار فوتبال)، حداقل ۹۸۷ گل در ۵۷۵ بازی رسمی به ثمر رسانده‌است. او همچنین بهترین گلزن تاریخ مسابقات لیگ آلمان با بیش از ۷۲۰ گل است. هلمشن دومین گلزن برتر تاریخ برای یک باشگاه با حداقل ۶۶۷ گل در مسابقات رسمی است. وی با ۱۴۱ هت-تریک در مسابقات رسمی رکورددار است.

## بازی‌های ملی
او در ۲۴ می ۱۹۳۱ در بازی آلمان مقابل اتریش به تیم ملی فراخوانده شد. در سال ۱۹۳۷، دو بار دیگر در مسابقات آزمایشی و قبل از مسابقات اصلی و بین‌المللی به تیم ملی دعوت شد (در ۲۲ می در اشتوتگارت مقابل منچسترسیتی و در ۲۴ اکتبر در برلین مقابل گائو براندنبورگ) اما به دلایل متعددی از جمله مصدومیت و فرم بد در هیچ‌کدام از مسابقات تیم ملی حاضر نشد.

## مرگ و میراث
هلمشن تا زمان مرگش در ۸ ژوئن ۱۹۸۱ با همسرش ارنا در کیل، المشنهاگن زندگی کرد، او در همان‌جا به خاک سپرده شد. وصیت او به خاک سپرده شدن در زیر چمن ورزشگاه کمنیتس «استادیوم گلرت اشتراسه» بود که طور نمادین در ۸ سپتامبر ۲۰۰۱ انجام شد. در چنین روزی، هولشتاین کیل و کمنتیس اف‌سی در اولین بازی لیگ لیگ منطقه نورد به مصاف هم رفتند. با حمایت باشگاه هواداران سی‌اف‌سی یک تکه چمن از ورزشگاه کمنیتس بریده شد و به صورت نمادین روی آرامگاه هلمشن در کیل قرار گرفت.

## کتاب‌ها
- گرهارد کلاوس: ۱۰۰ سال فوتبال در کمنیتس. تصاویر، داستان‌ها، جداول. کمنتیسر ورلاگ، کمنتیس ۱۹۹۹،شابک ‎۳-۹۲۸۶۷۸-۵۸-۲.
- مسابقات انتخابی گائو ۱۹۴۲–۱۹۳۳. در: لیبرو IFFHS، شماره دی ۱۷، ۱۹۹۸، ۳. یک‌چهارم.
- لورنز نیریم: شناسایی گلزنان و آمار. اگون اسپورت‌ورلاگ، کاسل ۲۰۰۵،شابک ‎۳-۸۹۷۸۴-۲۶۴-۵.
- هاردی گرون، لورنز نیریم: دایرةالمعارف لیگ فوتبال آلمان. جلد ۸: بخش بازیکنان ۱۸۹۰–۱۹۶۳. اگون اسپورت‌ورلاگ، کاسل ۲۰۰۶،شابک ‎۳-۸۹۷۸۴-۱۴۸-۷.